# Wuling Xingyun
Wuling Xingyun – hybrydowy samochód osobowy typu SUV klasy średniej produkowany pod chińską marką Wuling od 2023 roku.

## Historia i opis modelu
W sierpniu 2023 Wuling przedstawił trzeciego SUV-a ze swojej nowej linii podwyższonych modeli, tym razem w formie największego z nich modelu Xingyun dzielącego podzespoły z pokrwnym Baojunem RM-5. Samochód utrzymany został w estetyce bogatej w obłe kształty, z dużymi rozbudowanymi dwurzędowymi reflektorami. Górny z nich uzyskał podłużny kształt, a pomiędzy nimi znalazł się duży, przyozdobiony imitajcą chromu wlot powietrza. Tylną część nadwozia zwieńczyła wąska listwa świetlna.
Kabina pasażreska utrzymana została w surowej, prostej esetyce koncentrującej się na masywnej, pionowo ściętej dese rozdzielczej z wysoko umieszczonymi i pionowo ulokowanymi nawiewami. Pomiędzy nimi znalazł się dotykowy wyświetlacz o przekątnej 10,25 cala. System multimedialny został oparty na autorskim systemie operacyjnym Ling OS.

### Sprzedaż
Wuling Xingyun powstał z myślą o rodzimym rynku chińskim, gdzie jego oficjalny debiut rynkowy miał miejsce pod koniec września 2023 roku. Samochód trafił do sprzedaży w dwóch wariatnach wyposażenia, z ceną 89 tysięcy juanów za najtańszy egzemplarz.

### Dane techniczne
Wuling Xingyun jest samochodem o klasycznym napędzie hybrydowym typu HEV, który z połączenia 2-litrowego wolnossącego silnika spalinowego z elektrycznym rozwija moc 174 KM i 320 Nm maksymalnego momentu obrotowego. Prędkość maksymalna układu to relatywnie niewielkie dla współczensych samochdodów osobowych 135 km/h.